# Mirzəhüseynli
Mirzəhüseynli è un comune dell'Azerbaigian situato nel distretto di Göyçay. Conta una popolazione di 756 abitanti.